# Menih ob morski obali
Menih ob morski obali (nemško Der Mönch am Meer) je slika olje na platnu nemškega romantičnega umetnika Casparja Davida Friedricha. Naslikana je bila med letoma 1808 in 1810 v Dresdnu in je bila prvič prikazana skupaj s sliko Opatija v hrastovem gozdu (nemško Abtei im Eichwald) na razstavi Berlinske akademije leta 1810. Na Friedrichovo zahtevo so sliko Menih ob morski obali obesili nad Opatijo v hrastovem gozdu. Po razstavi je obe sliki odkupil kralj Friderik Viljem III. Pruski za svojo zbirko. Danes slike visijo ena poleg druge v Alte Nationalgalerie v Berlinu.
Zaradi pomanjkanja skrbi za ustvarjanje iluzije globine je bil Menih ob morju Friedrichova najbolj radikalna skladba. Široka prostranstva morja in neba poudarjajo skromno podobo meniha, ki stoji pred prostranostmi narave in božje navzočnosti.

## Razvoj
Ena figura, oblečena v dolgo oblačilo, stoji na nizki sipini, posuti s travo. Figura, ki jo običajno identificirajo kot meniha, se je skoraj povsem obrnila stran od gledalca in opazuje razburkano morje in sivo, prazno nebo, ki zavzema približno tri četrtine slike. Ni jasno, ali stoji na visoki skali ali le na položnem pobočju proti morju. Sipina v kompoziciji tvori neizrazit trikotnik, na skrajni točki katerega je figura. V kontrastu s temnim oceanom je več belih kapic valov, ki jih včasih zamenjajo za galebe.
Čeprav so Friedrichove slike krajine, jih je zasnoval in naslikal v svojem ateljeju s pomočjo svobodno risanih plenerističnih skic, med katerimi je izbiral najbolj sugestivne elemente, ki jih je povezal v ekspresivno kompozicijo. Kompozicija Menih ob morju kaže dokaz tega redukcijskega procesa, saj je Friedrich odstranil elemente s platna, potem ko so bili naslikani. Nedavne znanstvene raziskave so pokazale, da je sprva naslikal dve majhni jadrnici na obzorju, ki ju je kasneje odstranil. Friedrich je še naprej spreminjal podrobnosti slike vse do njene razstave - sivini neba je bila dodana modra z zvezdami in luno - vendar je osnovna kompozicija vedno ostala enaka.
Slika se je pojavila v času, ko je Friedrich doživel svoj prvi javni uspeh in kritično priznanje s svojim kontroverznim Tetschenerjevim oltarjem, delom, ki je eksplicitno združilo pokrajinski format z versko temo. Menih ob morju je pospešil njegov uspeh in pritegnil veliko pozornosti.
Friedrich je verjetno začel slikati v Dresdnu leta 1808. V pismu februarja 1809 je podobo prvič opisal. Faze njegove zasnove so dokumentirali tudi gostje v njegovem studiu. Junija 1809 ga je obiskala žena slikarja Gerharda von Kügelgena, Friedrichovega znanca, in pozneje v pismu kritizirala sliko; odvrnila sta jo osamljenost prizorišča in pomanjkanje tolažbe, da bi gibanje ali pripoved lahko zagotovila »neskončni prostor zraka«.
Umetnostni zgodovinar Albert Boime je verjel, da je bil lik meniha Friedrich, ki je hodil po pečinah v Rügenu, kar bi postavilo subjekt blizu kraja, kjer je protestantski mistik zgradil kapelo za revne ribiče, ki so bili daleč od doma in so želeli izpovedati svojo vero. Identificiranje meniha kot avtoportreta so sprejeli tudi drugi učenjaki, tako zaradi fizične podobnosti s Friedrichom (dolgi svetli lasje in okrogla lobanja) kot zaradi dejstva, da se je Friedrich pozneje v skladu z dojemanjem umetnikov kot pripadnikov "višjega duhovništva" naslikal v meniškem oblačilu.

## Sodoben sprejem
Slika je bila v svoji sedanji obliki razstavljena na Berlinski akademiji oktobra 1810, kar je povzročilo veliko polemik in kritik. Kompoziciji predvsem manjka repoussoir – naprava za uokvirjanje, ki vodi gledalčev pogled v sliko. Nasprotno, praznina ospredja je presenetljiva. Običajno se trdi, da se gledalec te slike težko poveže s prostorom slike. V podobo ni mogoče miselno 'prodreti': Friedrich je ustvaril nepremostljiv prepad med menihom in gledalcem. Menih je prostorsko in eksistencialno odrezan od nas in ni tradicionalnih krajinskih elementov, ki bi lahko omilili učinek – le hladno nebo in ravno ospredje, brez zelenja, in temno morje, zreducirano v ozek pas, po katerem ne plujejo plovila. Friedrich je stisnil prostor na način, ki predvideva abstraktno umetnost; Menih ob morju je bil opisan kot »morda prva 'abstraktna' slika v zelo sodobnem smislu«.
V mesecu razstave je nemški romantični avtor Clemens Brentano poslal članek o sliki Berliner Abendblätterju, novi dnevni reviji, ki jo ureja njegov prijatelj Heinrich von Kleist. Delo z naslovom Različni občutki Friedrichovega morskega pejsaža, na katerem je kapucinski menih je bilo kritično do dela, vendar je Kleist bistveno popravil Brentanovo besedilo, da bi ustvaril članek, ki je naklonjen Friedrichovemu slikarstvu. Kleistov komentar je postal osrednji element v razpravi o sliki in Friedrichu; oba človeka se vidita kot v nasprotju z estetiko bolj konvencionalnih nemških romantikov, v katerih je bil Brentano trdno zasidran.
Kleist je na primer zapisal:

Kako čudovito je sedeti popolnoma sam ob morju pod oblačnim nebom in strmeti v neskončno vodno prostranstvo. Bistveno je, da je človek prišel tja prav zaradi tega in da se mora vrniti. Ta bi rad šel čez morje, pa ne more; da zgrešimo kakršen koli znak življenja, pa vendar zaznavamo glas življenja v navalu vode, v pihanju vetra, v odplavljanju oblakov, v samotnem kriku ptic ... Nobena situacija na svetu ne more biti bolj žalostna in srhljiva od te - kot edina iskra življenja v širnem kraljestvu smrti, samotno središče v samotnem krogu ... Vseeno pa to dokončno označuje popolnoma nov odhod v Friedrichovi umetnosti...

Še bolj znano, je zapisal Kleist, »ker v svoji monotonosti in brezmejnosti nima drugega ospredja razen okvirja, je ob pogledu nanj, kot da bi človek odrezal veke«.
Slika je bila preveč minimalistična za Johanna Wolfganga von Goetheja, ki je bil Friedrichov podpornik, saj je njegovo delo predstavil vojvodi v Weimarju in zanj pridobil nagrade na razstavi leta 1805. Goethe je rekel, da je sliko »mogoče gledati stoje na glavi«, kar je povzročilo kritiko, ki bo stoletje pozneje uperjena proti abstraktnim umetnikom.

## Vpliv
Menih ob morju je pozneje v 19. stoletju navdihnil odzive slikarjev, kot sta Gustave Courbet in James McNeill Whistler. V delih, kot je Obala pri Palavasu Gustava Courbeta, je osamljena figura prikazana kot iskalec, podobno izpostavljen in gleda v morje.
Friedrich, čeprav romantični slikar, je pomembno vplival na poznejše simbolistične in ekspresionistične umetnike. Konj v pokrajini (1910) Franza Marca je bil opisan kot formalno podoben Menihu ob morski obali. Čeprav je njuna uporaba barv v dveh skrajnostih, sta obe sliki kompozicijsko preprosti, z valovitimi horizontalami in figuro, ki gleda ven na isti prizor kot gledalec. Umetnostni zgodovinar Robert Rosenblum je v svojem članku iz leta 1961 The Abstract Sublime potegnil primerjave med romantičnimi krajinskimi slikami Friedricha in J. M. W. Turnerja z abstraktnimi ekspresionističnimi slikami Marka Rothka. Rosenblum posebej opisuje Menih ob morski obali, Turnerjevo Večerno zvezdo in Rothkovo Svetlobo, zemljo in modro iz leta 1954, ki razkrivajo afinitete vizije in občutkov. Rosenblum pravi: »Nas Rothko, tako kot Friedrich in Turner, postavlja na prag tistih brezobličnih neskončnosti, o katerih razpravljajo estetiki Sublimnega. Majhni menih v Friedrichu in ribič v Turnerju vzpostavljata oster kontrast med neskončno prostranostjo panteističnega Boga in neskončno majhnostjo njegovih stvaritev. V Rothkovem abstraktnem jeziku je tak dobesedni detajl – most empatije med resničnim gledalcem in predstavitvijo transcendentalne pokrajine – ni več potreben; mi sami smo menih pred morjem, ki nemo in kontemplativno stojimo pred temi ogromnimi in tihimi slikami, kot da bi gledali sončni zahod ali mesečino obsijano noč. blazine ali "telesa barvnega prostora" je navdihnila tudi Friedrichov Menih ob morski obali. Po besedah umetnostnega zgodovinarja Wernerja Hofmanna sta tako Graubner kot Friedrich ustvarila estetiko monotonije kot nasprotje estetiki raznolikosti, ki je prevladovala pred devetnajstim stoletjem.
Ugotovljeno je bilo, da sta prizorišče in kadriranje več posnetkov v prizoru mlin za meso iz filma [Stalker (film)|Stalker]] Andreja Tarkovskega močno podobna sliki Menih ob morski obali.